# Olevano di Lomellina
Olevano di Lomellina là một đô thị ở tỉnh Pavia trong vùng Lombardia của Ý, có cự ly khoảng 45 km về phía tây nam của Milan và khoảng 35 km về phía tây của Pavia. Tại thời điểm ngày 31 tháng 12 năm 2004, đô thị này có dân số 803 người và diện tích là 15,4 km².
Đô thị Olevano di Lomellina có các frazioni (các đơn vị trực thuộc, chủ yếu là các làng) Cascina Vallazza, Cascina Melegnana, Cascina Battaglia, Cascina Bianca, và Cascina Paronina.
Olevano di Lomellina giáp các đô thị sau: Castello d'Agogna, Cergnago, Mortara, Velezzo Lomellina, Zeme.